# Linsenbergweiher (Naturschutzgebiet)
Der Linsenbergweiher ist ein Naturschutzgebiet auf dem Gebiet der baden-württembergischen Gemeinde Rottweil im gleichnamigen Landkreis.

## Kenndaten
Das Gebiet wurde mit Verordnung des Regierungspräsidiums Freiburg vom 6. Oktober 1981 als Naturschutzgebiet ausgewiesen und hat nach einer Erweiterung im Jahr 2000 heute eine Größe von 29,4 Hektar. Es wird unter der Schutzgebietsnummer 3.256 geführt. Der CDDA-Code für das Naturschutzgebiet lautet 82103 und entspricht der WDPA-ID. 

## Lage
Das Naturschutzgebiet liegt rund 1000 Meter nördlich des Ortszentrums des Rottweiler Teilorts Göllsdorf am Rand des Schotterfangs der im Rottweiler Talknoten zusammenfließenden Gewässer von Neckar, Eschach, Prim und mehrerer kleinerer Bäche unmittelbar vor den quellenreichen Rutschungen aus Keupermergeln des Prim-Albvorlands. Der Weiher selbst wurde 1966 zu Angelzwecken künstlich angelegt. Es grenzt an das 118 Hektar große Landschaftsschutzgebiet Nr. 3.25.036 Jungbrunnental, gleichzeitig ist es Teil des 2203 Hektar großen FFH-Gebiets Nr. 7818-341 Prim-Albvorland. Das NSG Neckarburg liegt im Naturraum 122-Obere Gäue innerhalb der naturräumlichen Haupteinheit 12-Neckar- und Tauber-Gäuplatten.

## Schutzzweck
Wesentlicher Schutzzweck ist die Erhaltung und Entwicklung der Wasserflächen und Uferzonen mit Röhrichten als Lebensraum seltener und gefährdeter Vogelarten, die Erhaltung und Entwicklung von Großseggenrieden, Binsenrieden, feuchten und blumenbunten Wirtschaftswiesen sowie die Erhaltung einer landschaftsprägenden Wacholderheide.